# Gabriel Tallon
Pour les articles homonymes, voir Tallon.
Jean-Marie Gabriel Tallon, dit Gabriel Tallon (né à Riom le 18 avril 1890 et mort à Arles le 24 février 1972) est un ingénieur chimiste qui devint botaniste.

## Biographie
Lorsque la Compagnie Alais, Froges & Camargue (devenue plus tard Péchiney) cède la jouissance de l'étang de Vaccarès et des étangs des Impériaux à la Société d'acclimatation, elle propose, Gabriel Tallon, son ingénieur-chimiste, accidenté du travail, à la direction de la Réserve naturelle. Il occupera ce poste de la création en 1928 à 1940.

Il créa donc en 1928 la Réserve zoologique et botanique de Camargue (renommée Réserve naturelle de Camargue), pour préserver une grande partie du territoire naturel de la Camargue.
Il est, en 1930, l'un des membres fondateurs de la Station internationale de géobotanique méditerranéenne et alpine de Montpellier.

## Publications
- L'Isoetion en Costière nîmoise, avec René Molinier, Bull. Soc. bot. France, t. 95, p. 343-353, 1948
- La végétation de la Crau (Basse-Provence), avec René Molinier, Paris, Librairie générale de l'enseignement, 1950, 111 p.
- La flore des rizières de la région d’Arles et ses répercussions sur la culture du riz, Vegetatio, vol. 8, no 1, 1958, p. 20-42
- L'Excursion en Provence de l'Association internationale de phytosociologie (27 mai-4 juin 1958), avec René Molinier, Marseille, impr. générale de Provence, 1959
- Note sur le Liparis loeseli (L.) Rich. du marais de Raphèle (Bouches-du-Rhône), avec René Molinier & P. Quezel, Bull. Soc. Bot. Fr. (1904), 1964
- Études botaniques en Camargue, vol.I, La Camargue pays de dunes, vol. II, Vers la forêt en Camargue, avec René Molinier, Vichy, Impr. wallon, 1965, 190 p.
- Prodrome des unités phytosociologiques observées en Camargue, avec René Molinier, Marseille, 1970, 110 p.
- La Réserve zoologique et botanique de Camargue, Paris, Société nationale d'acclimatation , 1 vol., 24 p. de texte & 17 p. de planches, carte, [non daté]